# Чемпионат Европы по баскетболу среди женщин 2023
Чемпионат Европы по баскетболу среди женщин 2023, или Женский Евробаскет-2023, — 39-й чемпионат Европы по баскетболу среди женщин, прошедший с 15 по 25 июня 2023 года в Словении и Израиле.

## Заявки на проведение
11 июня 2021 года ФИБА Европа объявила о проведении Женского Евробаскета-2023 совместно двумя странами. Заявка на проведение турнира была подана федерациями Словении и Израиля, которые и стали сохозяевами турнира.

## Арены
Первоначально планировалось, что турнир примут четыре города: групповой этап — словенские Целе и Копер, а также израильский Тель-Авив, а матчи плей-офф — столица Словении Любляна. Однако в июне 2022 года было объявлено, что игры всего словенского сегмента пройдут в Любляне.
| Любляна                           | Любляна Тель-Авив | Тель-Авив                         |
| --------------------------------- | ----------------- | --------------------------------- |
| Арена Стожице Вместимость: 12 480 | Любляна Тель-Авив | Драйв-ин Арена Вместимость: 3 504 |
|                                   | Любляна Тель-Авив |                                   |

## Участники
| Страна         | Способ отбора                                       | Дата отбора на турнир | Последнее участие | Лучший результат                 | WR |
| -------------- | --------------------------------------------------- | --------------------- | ----------------- | -------------------------------- | -- |
| Словения       | Хозяева турнира                                     | 11 июня 2021          | 2021              | 10-е место (2019, 2021)          | 19 |
| Израиль        | Хозяева турнира                                     | 11 июня 2021          | 2011              | 8-е место (1991)                 | 54 |
| Латвия         | Победитель группы J                                 | 27 ноября 2022        | 2019              | 4-е место (2007)                 | 24 |
| Испания        | Победитель группы C                                 | 27 ноября 2022        | 2021              | Чемпион (1993, 2013, 2017, 2019) | 4  |
| Италия         | Победитель группы H                                 | 27 ноября 2022        | 2021              | Чемпион (1938)                   | 16 |
| Бельгия        | Победитель группы A                                 | 9 февраля 2023        | 2021              | 3-е место (2017, 2021)           | 7  |
| Франция        | Победитель группы B                                 | 9 февраля 2023        | 2021              | Чемпион (2001, 2009)             | 6  |
| Черногория     | Победитель группы F                                 | 9 февраля 2023        | 2021              | 6-е место (2011)                 | 20 |
| Сербия         | Победитель группы E                                 | 9 февраля 2023        | 2021              | Чемпион (2015, 2021)             | 8  |
| Турция         | Победитель группы D                                 | 9 февраля 2023        | 2021              | 2-е место (2011)                 | 11 |
| Греция         | Победитель группы G                                 | 9 февраля 2023        | 2021              | 4-е место (2017)                 | 17 |
| Чехия          | Победитель группы I                                 | 12 февраля 2023       | 2021              | Чемпион (2005)                   | 22 |
| Венгрия        | Четыре лучшие команды, занявшие 2-е места в группах | 12 февраля 2023       | 2019              | 2-е место (1950, 1956)           | 27 |
| Великобритания | Четыре лучшие команды, занявшие 2-е места в группах | 12 февраля 2023       | 2019              | 4-е место (2019)                 | 21 |
| Словакия       | Четыре лучшие команды, занявшие 2-е места в группах | 12 февраля 2023       | 2021              | 2-е место (1997)                 | 23 |
| Германия       | Четыре лучшие команды, занявшие 2-е места в группах | 12 февраля 2023       | 2011              | 3-е место (1997)                 | 37 |

## Жеребьёвка
Жеребьёвка финального турнира, определившая состав групп, состоялась 8 марта 2023 года. Все 16 участников чемпионата были распределены в 4 корзины в соответствии с их мировым рейтингом. При этом хозяева чемпионата — Словения и Израиль — должны были попасть в одну из групп, матчи которой должны были пройти на их территории (A или B — для Израиля, C или D — для Словении). Кроме того, каждая из принимающих турнир сторон должна была выбрать команду-«партнёра», которая проведёт свои матчи группового этапа в их стране; таким образом, Словения выбрала сборную Сербии, а Израиль — сборную Чехии.
| Корзина 1                            | Корзина 2                           | Корзина 3                                      | Корзина 4                             |
| ------------------------------------ | ----------------------------------- | ---------------------------------------------- | ------------------------------------- |
| Испания · Франция · Бельгия · Сербия | Турция · Италия · Греция · Словения | Великобритания · Черногория · Словакия · Чехия | Венгрия · Латвия · Германия · Израиль |

| Группа A   | Группа B | Группа C       | Группа D |
| ---------- | -------- | -------------- | -------- |
| Испания    | Бельгия  | Франция        | Сербия   |
| Греция     | Италия   | Словения       | Турция   |
| Черногория | Чехия    | Великобритания | Словакия |
| Латвия     | Израиль  | Германия       | Венгрия  |